# El Meridj
El Meridj (în arabă المريج) este o comună din provincia Tébessa, Algeria.
Populația comunei este de 11.713 locuitori (2008).